# Armia ciemności
Armia ciemności (ang. The Army of Darkness) – amerykański horror komediowy dark fantasy z 1992 roku. Film jest kontynuacją filmu Martwe zło 2: Śmierć przed świtem, w którym główny bohater przenosi się do średniowiecza.

## Obsada
- Bruce Campbell – Ashley J. „Ash” Williams
- Embeth Davidtz – Sheila
- Marcus Gilbert – Arthur
- Ian Abercrombie – Sprytny Joe
- Patricia Tallman – wiedźma
- Ted Raimi – tchórzliwy rycerz
- Bridget Fonda – Linda
- Bill Moseley – kapitan Deadite